# Aéroport de Meknès-Bassatine
Pour les articles homonymes, voir Meknès et Bassatine.
L'aéroport de Meknès-Bassatine (IATA : MEK, OACI : GMFM) est un aéroport militaire et une base de l'armée de l'air marocaine, situé dans la ville de Meknès, chef-lieu de la région de Meknès-Tafilalet au Maroc. 
L'aéroport accueille initialement la base aérienne 708, base école de l'Armée de l'air française, qui passe sous commandement marocain en 1961, devenant la « 2e base aérienne » des Forces royales air.
La base aérienne contient une flotte d’avions F-5 et d’alpha jet et des helicopters bell 206 et des SA342 gazelle

## Situation

### Carte des aéroports du Maroc
| \| 100 km1:10 004 000 \| Ouezzane Agadir Al Hoceima Meknès Béni Mellal Bouarfa Casablanca-Tit Mellil Casablanca-Mohammed V Errachidia Essaouira Fès Guelmim Ifrane Kénitra Khouribga Marrakech Nador Ouarzazate Oujda Rabat-Salé Tanger Zagora Tan-Tan Tarfaya Tétouan Benslimane Sidi Slimane Inezgane Ben Guerir Taroudant Taza |
| 100 km1:10 004 000 |